# Tha Uthen (huyện)
Tha Uthen (tiếng Thái: ท่าอุเทน) là một huyện (amphoe) của tỉnh Nakhon Phanom, đông bắc Thái Lan.

## Địa lý
Các huyện giáp ranh (từ phía nam theo chiều kim đồng hồ) là: Mueang Nakhon Phanom, Phon Sawan, Si Songkhram và Ban Phaeng của tỉnh Nakhon Phanom. Về phía đông bên kia sông Mekong là tỉnh Khammouan của Lào.

## Hành chính
Huyện được chia ra thành 9 phó huyện (tambon), các đơn vị này lại được chia thành 112 làng (muban). Thị trấn (thesaban tambon) Tha Uthen nằm trên toàn bộ tambon Tha Uthen. Có 8 Tổ chức hành chính tambon.
| STT. | Tên          | Tên Thái  | Số làng | Dân số |  |
| ---- | ------------ | --------- | ------- | ------ |  |
| 1.   | Tha Uthen    | ท่าอุเทน    | 7       | 5.284  |  |
| 2.   | Non Tan      | โนนตาล    | 15      | 7.152  |  |
| 3.   | Tha Champa   | ท่าจำปา    | 15      | 8.498  |  |
| 4.   | Chaiburi     | ไชยบุรี     | 15      | 8.441  |  |
| 5.   | Phanom       | พนอม      | 11      | 5.157  |  |
| 6.   | Phathai      | พะทาย     | 14      | 4.594  |  |
| 11.  | Woen Phrabat | เวินพระบาท | 10      | 5.918  |  |
| 12.  | Ram Rat      | รามราช    | 17      | 8.225  |  |
| 14.  | Nong Thao    | หนองเทา   | 8       | 4.154  |  |

Các con số gián đoạn là tambon nay tạo thành huyện Phon Sawan.